# Luče (gmina Grosuplje)
Luče – wieś w Słowenii, w gminie Grosuplje. 1 stycznia 2017 liczyła 299 mieszkańców.